# Dżonejd

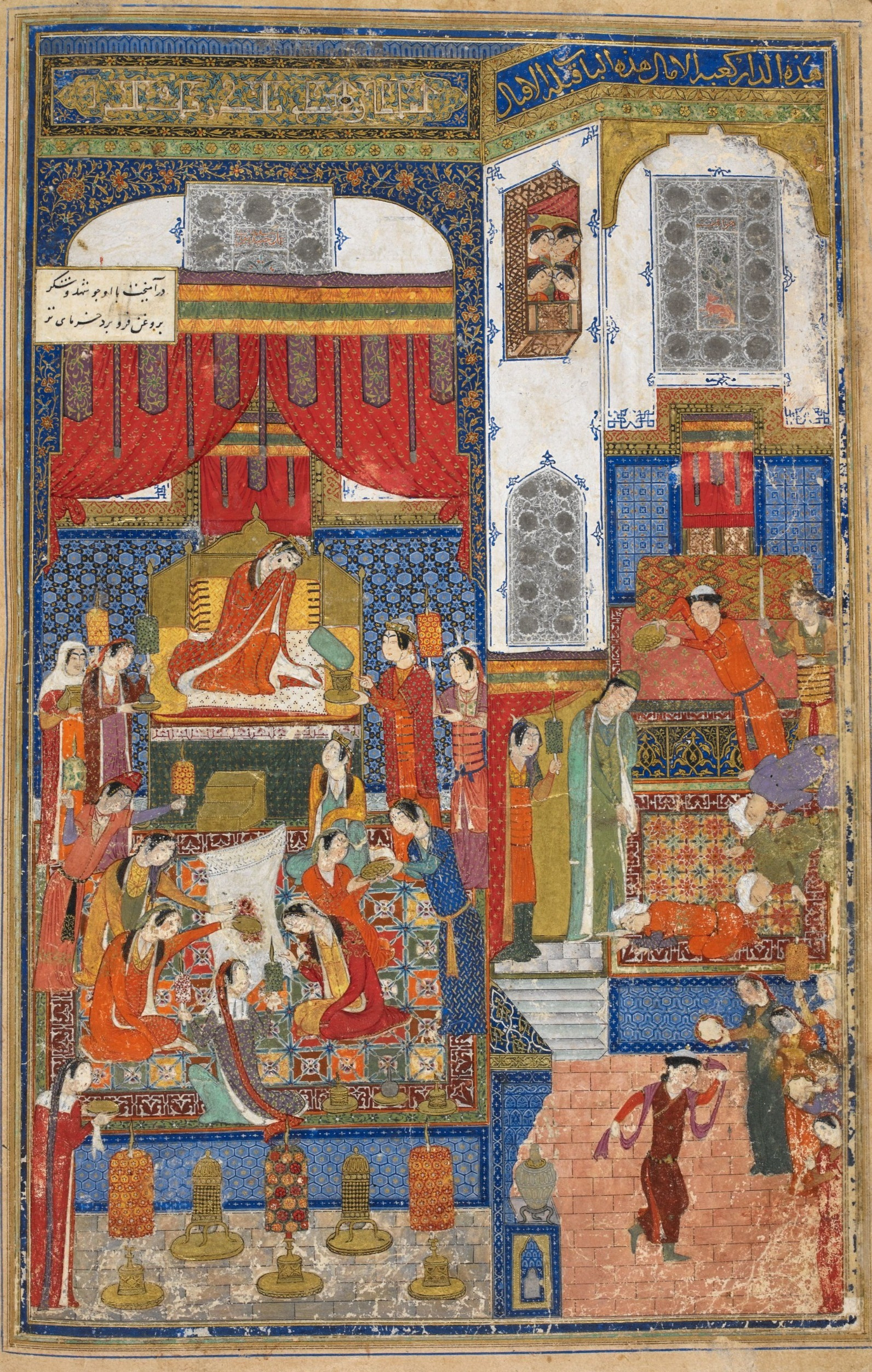
Homaj dzień po swoim ślubie, opuszczający komnatę Homajun i obsypywany złotymi monetami. Nad głową księżniczki w zarysie okratowanego okna widoczny jest podpis „sułtańskiego malarza” Dżonejda – „pierwsza bezsprzecznie autentyczna sygnatura na perskiej miniaturze książkowej”. British Library

Dżonejd (pers. جُنیدِ, floruit Bagdad 1396) – irański malarz związany z dworem Dżalajirydów.
Według Dust Mohammada był uczniem Szams ad-Dina, nadwornego malarza Szejcha Owajsa (1356–1374), którego mistrzem miał być z kolei słynny Ahmad Musa. Jego jedyne znane sygnowane dzieło to miniatura Homaj opuszczający komnatę Homajun (zobacz ilustracja) stanowiąca ilustrację do rękopisu dywanu Chodżu Kermaniego wykonanego dla Soltana Ahmada (1382–1410) w Bagdadzie w 1396. Wszystkie dziewięć ilustracji tego rękopisu jest wykonanych w jednorodnym stylu i mogą być przypisane Dżonejdowi, chociaż nie ma zgody co do tego, czy jest autorem każdej z nich.

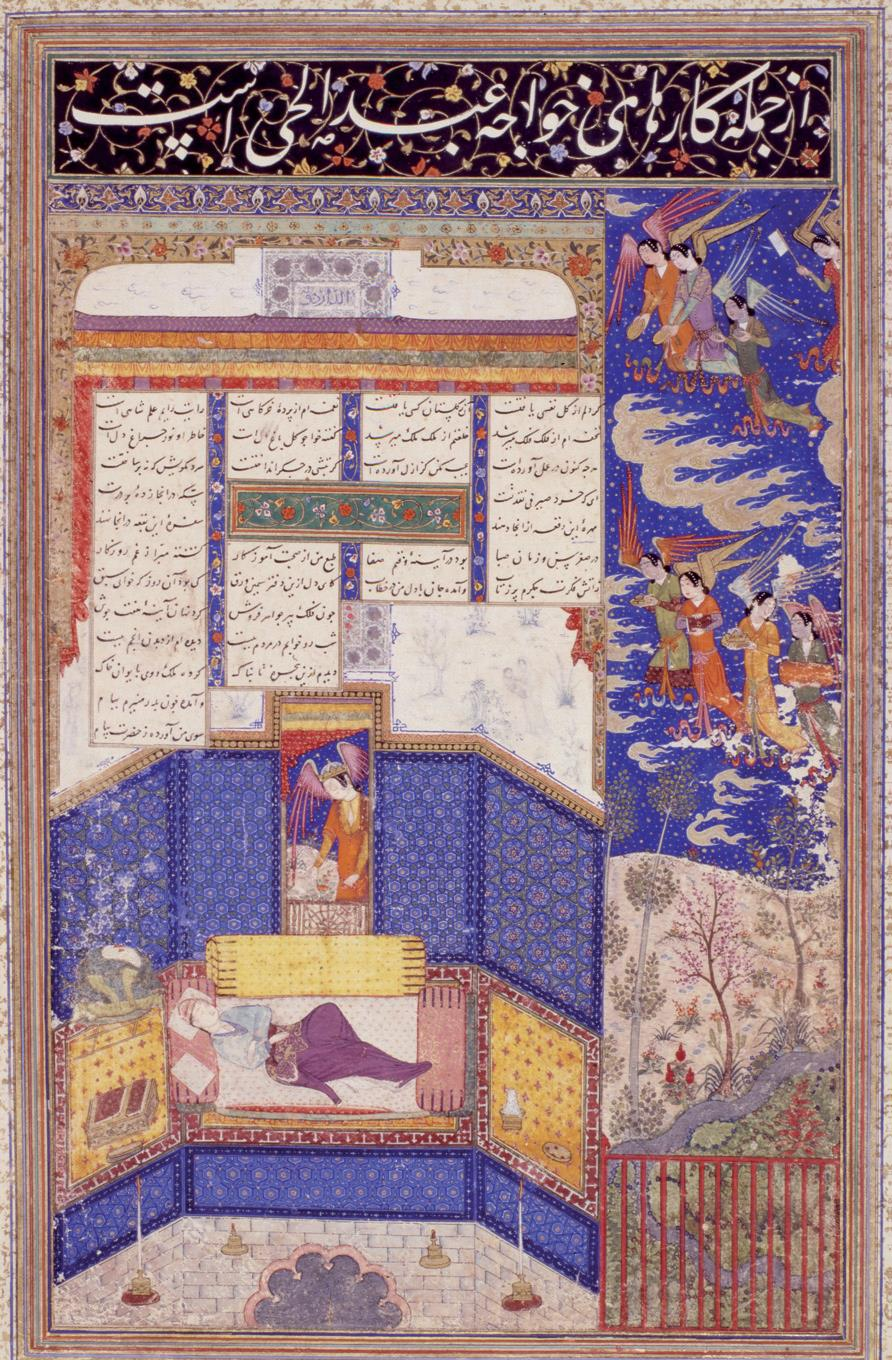
Anioł natchnienia widziany we śnie przez Chodżu Kermaniego. Biblioteka Pałacu Topkapi

Perfekcyjnie wykończony rękopis, uznawany za arcydzieło stylu dżalajirydzkiego, być może został wykonany z okazji powrotu Soltana Ahmada do Bagdadu, który w latach 1391 do 1394 był zajmowany przez Timura, oraz skonsumowania jego małżeństwa, a tym samym dalszego trwania dynastii Dżalajirydów. Szczególne miejsce zajmuje w nim Homaj i Homajun, najsłynniejszy poemat (masnawi) Chodżu Kermaniego, wzorowany na Chosrowie i Szirin Nezamiego. Ilustracje do Homaja i Homajun wyróżnia fakt, iż zajmują niemal całe karty, z tekstem zredukowanym do jednego dystychu. Partie malarskie rękopisu, otaczając wersy poezji, wylewają się poza blok tekstu na marginesy i wypełniają całą kartę. Powierzchnia miniatur stanowi płaski plan, na tle którego rozmieszczone są w kręgu smukłe, drobne postaci. Ze szczególną pieczołowitością oddano detale architektoniczne, lamperie w geometryczne wzory z płytek okładzinowych, łuki sklepień pokryte kwiatowymi arabeskami, kobierce w segmentowe desenie i ażurowe, stiukowe okratowania okien, „które układają się w olśniewający korowód promiennych błękitów, pomarańczy i czerwieni”. 
Miniatury te należą do najbardziej romantycznych przykładów perskiej ilustracji książkowej i różnią się wyraźnie od stylu miniatur we wcześniejszej Wielkiej Mongolskiej Szahname, z jej dużymi postaciami, emocjonalnością i dramatyzmem. Przedstawiony tu świat to rzeczywistość ciągłego trwania w liryzmie, w którym „kwiaty zawsze rozkwitają i ptaki zawsze śpiewają”. Homaj opuszczający komnatę Homajun jest arcydziełem koloru, kompozycji i szczegółu, ale również ludzkiego współczucia. Postaci są stosunkowo niewielkie w porównaniu do całości sceny, która jest zdominowana przez czerwień. Lewa część kompozycji przedstawia komnatę w kwaterach kobiecych: Homajun nieśmiało zasłania twarz rękawem, gdy pokazuje się jej poślubne prześcieradło. W prawej części kompozycji, która jest węższa, ale implikuje większą głębię, Homaj podąża w kierunku kwater męskich, by odebrać gratulacje z powodu skonsumowania małżeństwa. Bogate detale obejmują płytki okładzinowe, kobierce, świeczniki z abażurami i celadonowy dzban.
Rękopis dywanu Chodżu Kermaniego, który ilustrował Dżonejd, znajduje się obecnie w Bibliotece Brytyjskiej. Miniaturę przedstawiającą Anioła widzianego we śnie (zobacz ilustracja) wyjęto jednak z dywanu w XVI wieku i włączono do albumu (murakki) przygotowywanego przez Dust Mohammada (obecnie Biblioteka Pałacu Topkapi, H. 2154). Ten ostatni przypisał ją współczesnemu Dżonejdowi Abd al-Hajjowi, być może ze względu na umieszczony nad lamperią po prawej stronie miniatury rysunek kobiety i małego dziecka, stojących w skalistym otoczeniu usianym drobnymi roślinami i drzewkami. Abd al-Hajj uchodził za mistrza rysunku i malarstwa naściennego, bardziej prawdopodobne jednak, że również ta utrzymana w tym samym stylu miniatura wyszła spod ręki Dżonejda, „który wkomponował w nią zmyślny cytat wizualny z dzieła współczesnego sobie artysty”.

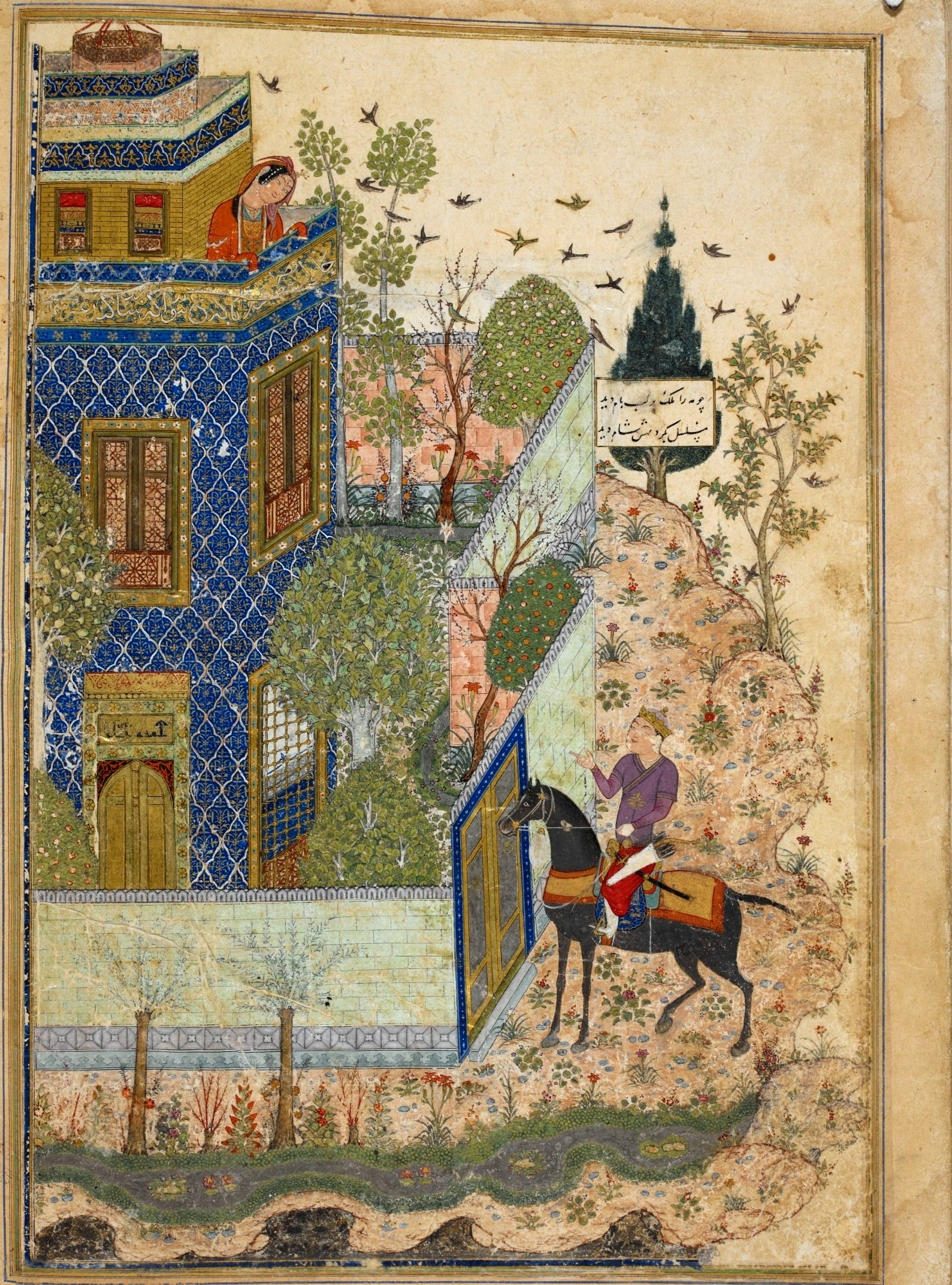
Homaj pojawia się przed bramą pałacu Homajun. Biblioteka Brytyjska
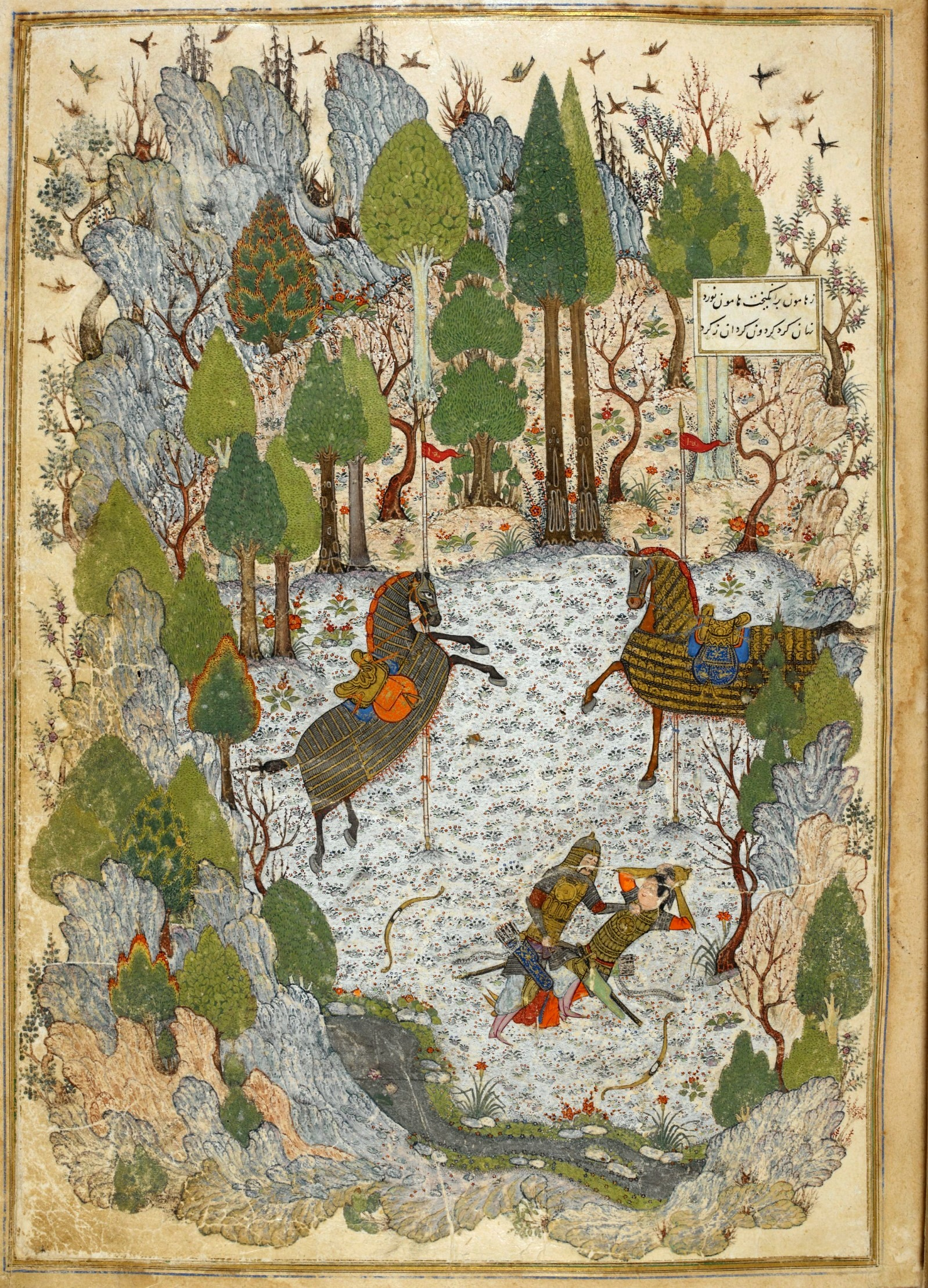
Homaj odkrywa że walczył z Homajun. Biblioteka Brytyjska
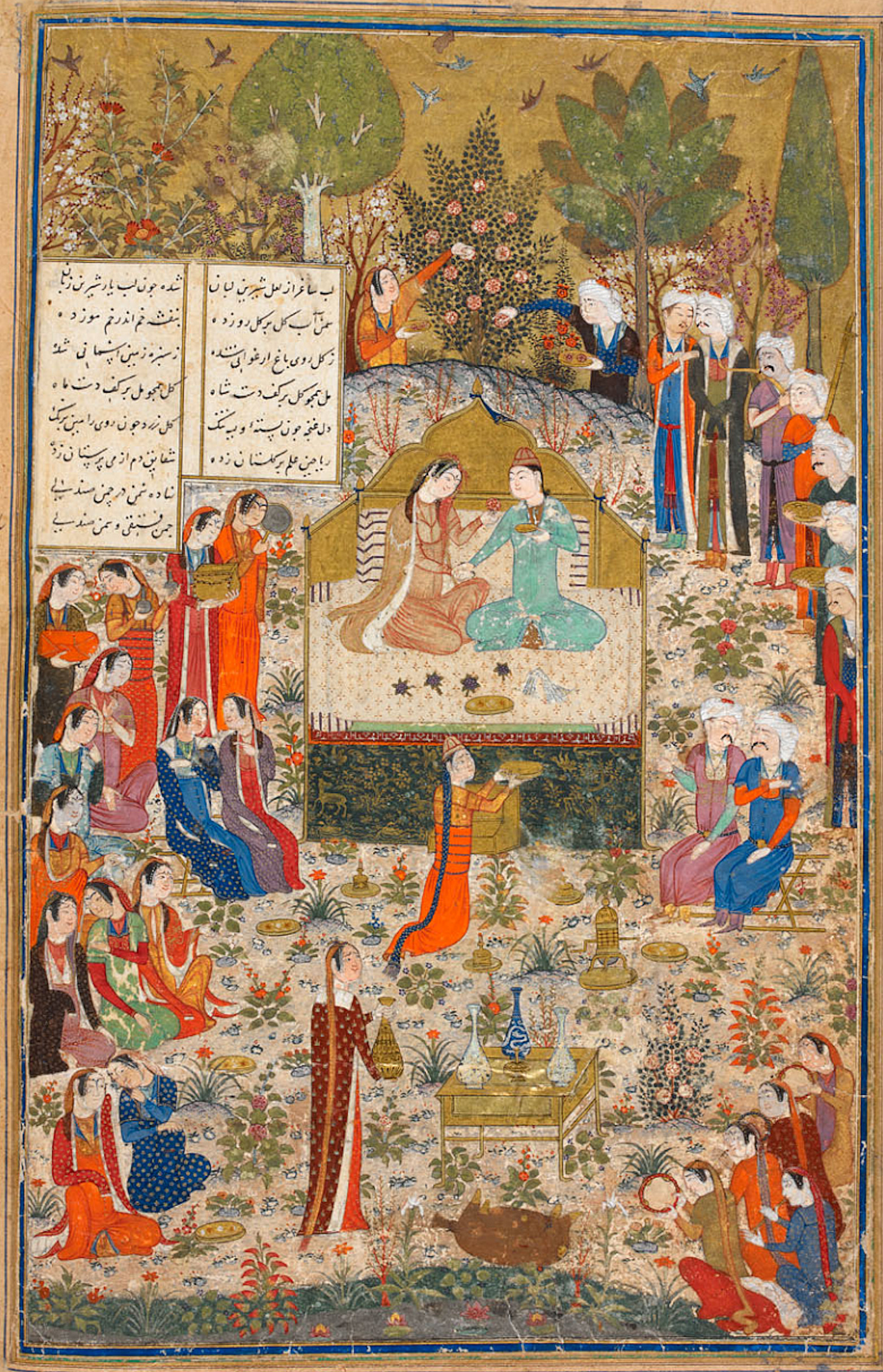
Przyjęcie w ogrodzie wyprawione przez Homajun. Biblioteka Brytyjska